# Los Pous (Cellers)
Los Pous és un indret i partida de camps de conreu de secà del terme municipal de Castell de Mur, dins de l'antic terme de Guàrdia de Tremp, al Pallars Jussà, en territori del poble de Cellers.
Està situat uns 1.400 metres a l'oest-nord-oest del poble de Cellers, a l'esquerra del barranc de Moror i a la dreta de la llau de la Grallera. És al nord de Lo Canar. La Font dels Mallols és a l'extrem de llevant de los Pous.